# یوهان برینگر
یوهان برینگر (آلمانی: Johann Beringer) زاده ۱۶۷۰ و مرگ ۱۷۳۸ میلادی، یک پزشک آلمانی و استاد دانشگاه وورتسبورگ بود. سرشناسی یا در واقع بدنامی او به علت حقه ای بود که همکارانش سوار کرده بودند.
یوهان برینگر در کنار حرفه اصلی خود که علاوه بر تدریس در دانشگاه پزشکی، شامل معالجه اسقف شاهزاده شهر وورتسبورگ، نیز می‌شد، به علوم طبیعی و باستان‌شناسی علاقه داشت. وی تعدادی جوان را استخدام کرد تا در یک محل خاص به دنبال فسیل حفاری کرده و یافته‌های این حفاری را به او تحویل دهند.

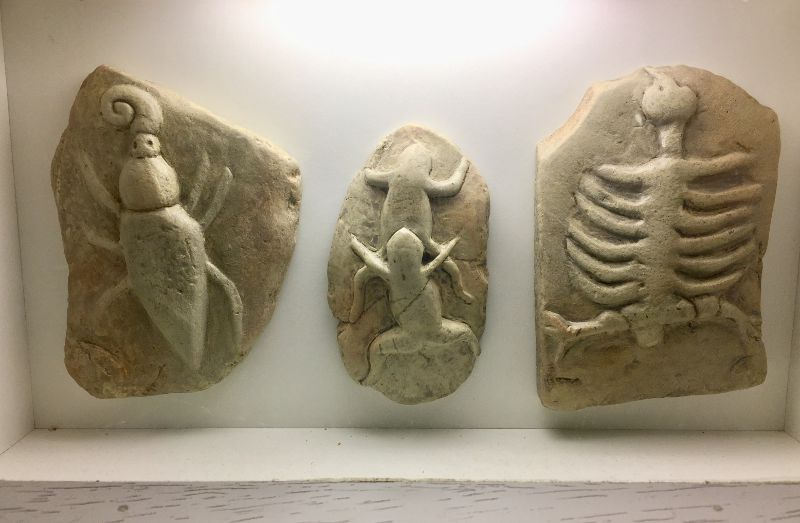
سه نمونه از فسیل‌های جعلی منسوب به یوهان برینگر که در موزه زنکنبرگ در شهر فرانکفورت به نمایش گذاشته شد.

همکاران یوهان برینگر بعد از اطلاع از این موضوع با تراشیدن سنگ آهک، فسیل‌هایی را جعل کرده و در محل حفاری قرار دادند. جوانان مزد کار هم این فسیل‌های جعلی را یافته و به یوهان برینگر تحویل دادند. برینگر که از توطئه همکاران خود بی‌خبر بود در سال ۱۷۲۶ میلادی کتابی نوشت و به خیال خود به وصف علمی این کشف بزرگ پرداخت و از دوست اسقف و شاهزاده خود، بابت نقش مؤثر او در این کشف بزرگ تقدیر کرد. اما بزودی پرده از توطئه همکارانش برافتاد و جعلی بودن فسیل‌ها برملا شد و رسوایی به دنبال آورد. کار به دادگاه کشید و دادگاه که یوهان برینگر را قربانی توطئه تشخیص داده بود، از وی اعاده حیثیت کرد. با این حال این رسوایی در خاطرها ماند و یوهان برینگر هرگز نتوانست شخصیت آسیب دیده خود را ترمیم کند.